# Mayanalán
Mayanalán är en ort i Mexiko.   Den ligger i kommunen Tepecoacuilco de Trujano och delstaten Guerrero, i den sydöstra delen av landet, 140 km söder om huvudstaden Mexico City. Mayanalán ligger 859 meter över havet och antalet invånare är 2 898.
Terrängen runt Mayanalán är huvudsakligen kuperad, men västerut är den platt. Mayanalán ligger nere i en dal. Runt Mayanalán är det ganska glesbefolkat, med 36 invånare per kvadratkilometer. Närmaste större samhälle är Ciudad de Huitzuco, 17,8 km nordost om Mayanalán. I omgivningarna runt Mayanalán växer huvudsakligen savannskog.